# فيروسات مستدقة
الفيروسات المستدقة (بالإنجليزية: Fuselloviridae)‏ هي عائلة من الفيروسات وتضم:
- جنس فيروس مستدق وهو جنس فيروسات ثنائي سلسلة الدنا والذي يصيب العتائق من جنس فص سلفو.

أنواعه: فيروس فص سلفو 1

## وصلات خارجية
- نطاق فيروسي فيروسات مستدقة